# 清永賢二
清永 賢二（きよなが けんじ、1943年 - ）は、日本の教育学・犯罪学者。専門は、犯罪行動生態学、青少年非行問題、子ども安全学。
科学警察研究所防犯少年部環境研究室、同室長、同犯罪予防研究室室長を経て、日本女子大学人間社会学部教育学科教授（2011年3月31日まで）。東京大学客員教授、早稲田大学大学院法学課、ロンドン・スクール・オブ・エコノミクス (LSE) 客員研究員、日本女子大学市民安全学研究センター長、全国安全都市会議議長、愛知県春日井市安全アカデミー「安全学部」講師、長崎市地域安全リーダー講師を歴任。娘の清永奈穂を所長に民間シンクタンク「ステップ総合研究所」を2000年に設立し、安全教育を行なっている。

## 著書

### 単著
- 『漂流する少年たち 非行学深化のために』恒星社厚生閣 1997
- 『少年非行の世界 空洞の世代の誕生』有斐閣選書 1999
- 『防犯先生の子ども安全マニュアル』東洋経済新報社 2008
- 『大泥棒 「忍びの弥三郎日記」に賊たちの技と人生を読む』東洋経済新報社 2011
- 『いじめの深層を科学する』ミネルヴァ書房 2013

### 共編著
- 『大地震に遭った子どもたち 「日本海中部地震」の教訓』共著 日本放送出版協会 1984
- 『いじめ 教室の病い』共著 金子書房 1986
- 『逸脱の社会学』共編著 放送大学教育振興会 1993
- 『イジメブックス イジメの総合的研究 世界のイジメ』編 信山社出版 2000
- 『逸脱行動論』共著 放送大学教育振興会 2002
- 『暮らしの防犯と防災』共編著 放送大学教育振興会 2006
- 『子どもの安全はこうして守る! これで、だいじょうぶ。子どもの成長に合わせた安全教育カリキュラムつき』共著 グラフ社 2006
- 『防犯環境設計の基礎 デザインは犯罪を防ぐ』共著 監修 彰国社 2010
- 『犯罪者はどこに目をつけているか』共著 新潮新書 2012